# 美國對華接觸政策
美國對華接觸政策（英語：US-China Strategic Engagement）是美國採取接觸中國的外交政策。這種接觸政策包含在政治、軍事、經濟、學術、貿易、對外援助等各方面接觸而非對抗的政策。
1960年代，中美因韓戰、越戰、台灣問題以及意識形態等因素而激烈的對抗。1970年代開始，為了聯手中國對抗蘇聯，美國開始採取接觸政策。

## 背景
1949年，中華人民共和國成立，採取了一邊倒向蘇聯的政策，並斷絕對美關係。1950年，中華人民共和國參與了韓戰，稱之為「抗美援朝」，中美關係更加惡化。
韓戰爆發後，美國第七艦隊協防台灣，1954年簽訂中美共同防禦條約，以加強台灣的防禦。在兩岸關係上，美國承認以蔣介石為首的中華民國政權，不承認以毛澤東為首的中華人民共和國。
1955年，越戰爆發，美國援助南越以抵抗共產主義的擴張，而中共支持北越，提供了北越許多軍事資源、訓練。使得雙方在越南產生了代理人戰爭。

## 歷史

### 冷戰
1960年代，美國發現到中蘇決裂，想利用此決裂拉攏中國對抗蘇聯。

### 後冷戰
从苏联解体时的老布什政府，一直到“转向亚洲”的奥巴马政府，均维持对华接触的策略。

## 結束
习近平在2012年出任中共中央总书记和中央军委主席，成为最高领导人，他在处理国际关系上采取更加进取的手段，甚至发起“战狼外交”，有传言称习近平将美国视为中国的头号敌人。由于习近平对西方世界充满蔑视，提出“東升西降”和“百年未有之大变局”，以及习近平长期执政，被认为是导致中美关系恶化的因素之一。
2017年特朗普政府上台后，将中华人民共和国视为对美国利益造成威胁的头号竞争对手，开启对华战略竞争时代。2018年3月，中美發生貿易戰，10月，美國副總統彭斯在哈德遜研究所發表演講，標誌著接觸政策結束，正式宣告中美雙邊關係進入戰略競爭新階段。